# Desmeocraera decorata
Desmeocraera decorata är en fjärilsart som beskrevs av Wichgraf 1922. Desmeocraera decorata ingår i släktet Desmeocraera och familjen tandspinnare. Inga underarter finns listade i Catalogue of Life.